# Capitainerie du port d'Anvers
La capitainerie du port d'Anvers, également nommée Havenhuis (la maison du port), est une structure architecturale établie dans le port d'Anvers. Construite en 1922 comme caserne de sapeurs-pompiers de la Siberiastraat sur les plans de l'architecte Emiel Van Averbeke, puis classée, un immeuble est construit par-dessus dans les années 2010 et inauguré en 2016, sur les plans de l'architecte Zaha Hadid, morte la même année, la place située au pied de l'édifice est nommée en son hommage Zaha Hadidplein. 
L'extension représente six-mille mètres carrés, quatre niveaux, cent-cinq mètres de long et mille cinq cents tonnes. Les travaux ont duré quatre ans. Cinq cents employés sont regroupés. L'ensemble ainsi constitué est décrit comme un « décalage saisissant entre l’ultra-modernité d'une structure faisant appel à une ingénierie innovante et la préservation d'un bâtiment historique ».
Une ligne de tramway est testée au milieu de l'année 2019, permettant ainsi le prolongement de la ligne 24 à l'automne.

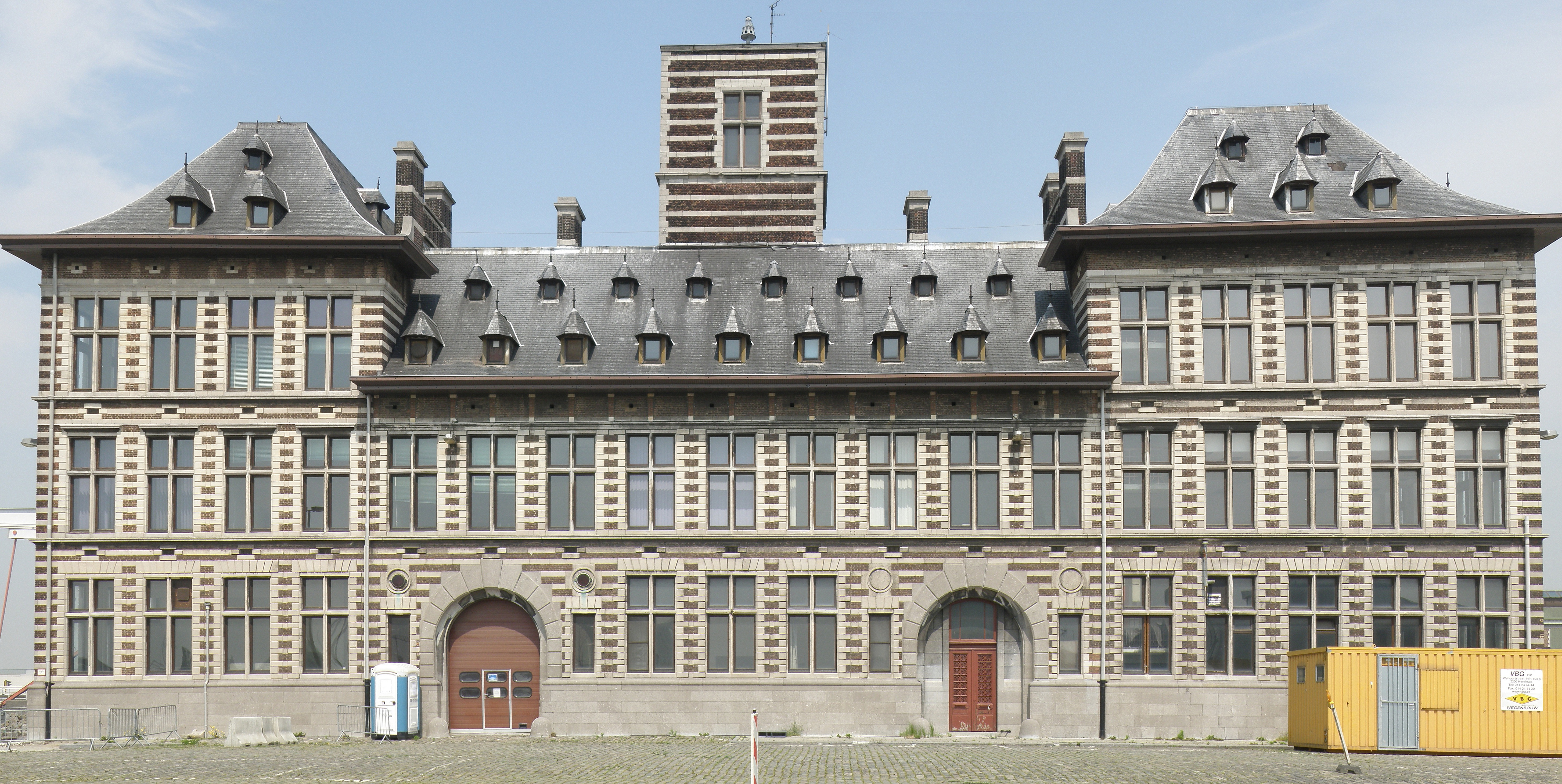
La caserne en mai 2012.
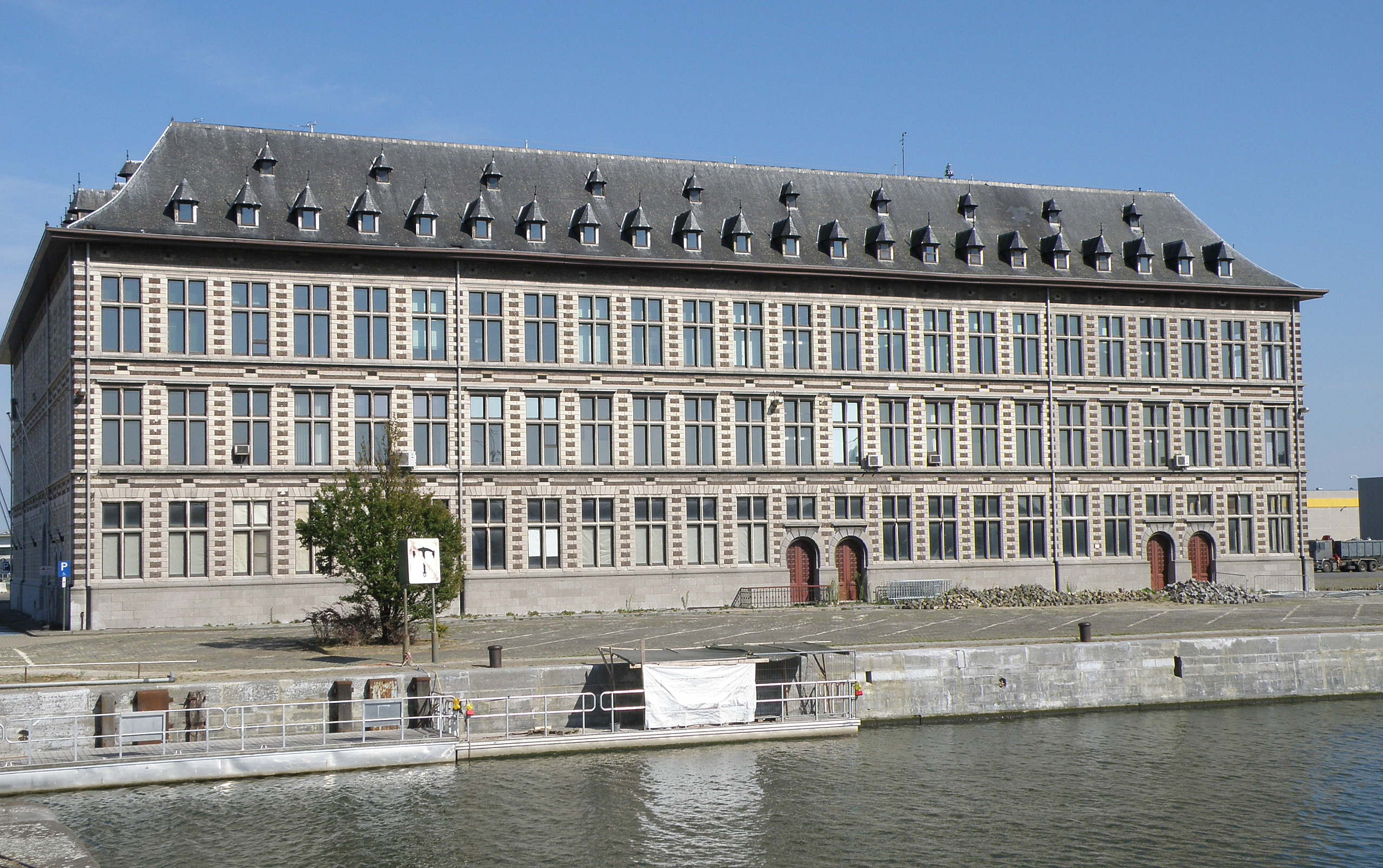
La caserne en août 2012.
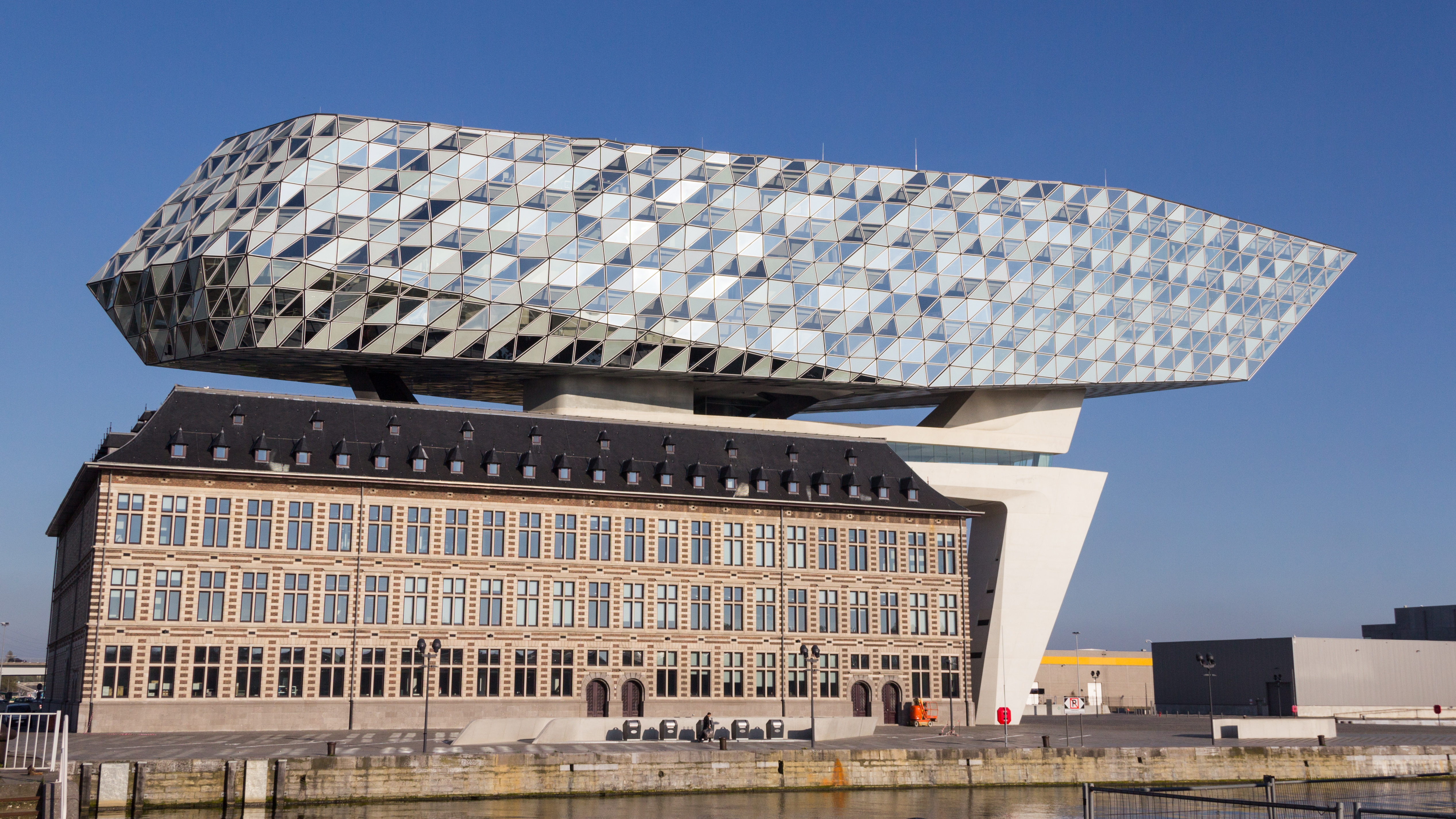
La Havenhuis en avril 2017.
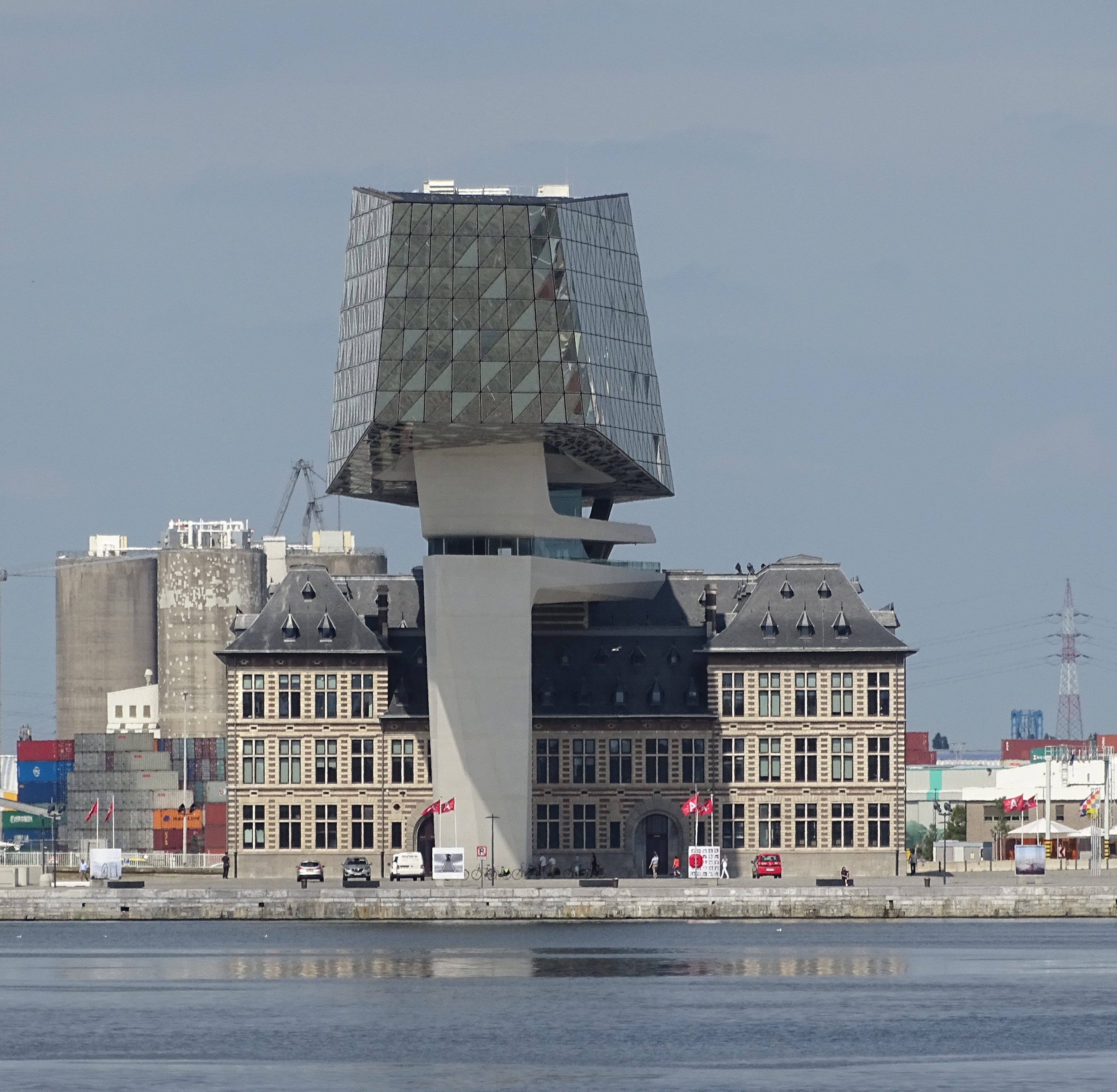
La Havenhuis en avril 2017.
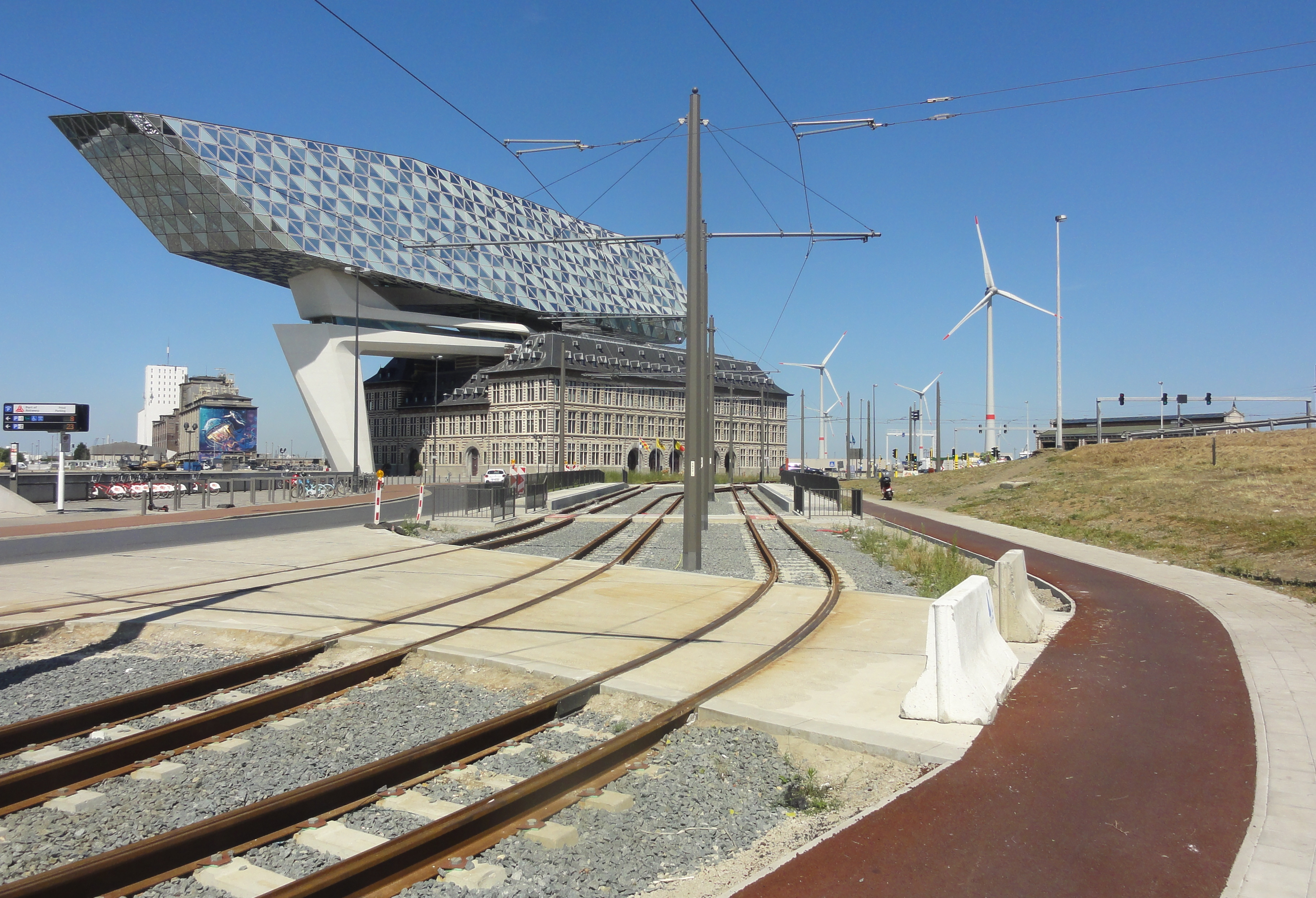
La station de tramway sise Mexicostraat en juillet 2019.